# Décès en août 1995
| Date     | Nom                        | Activités                                                                                   | Âge | Source |
| -------- | -------------------------- | ------------------------------------------------------------------------------------------- | --- | ------ |
| 1er août | Julián Berrendero          | coureur cycliste espagnol                                                                   | 83  |        |
| 1er août | Mirko Božić                | écrivain, scénariste et homme politique croate                                              | 75  |        |
| 1er août | Marcel Decoux              | footballeur français                                                                        | 84  |        |
| 2 août   | Camille Leroy              | peintre français                                                                            | 90  |        |
| 3 août   | Marcel Busieau             | homme politique belge                                                                       | 81  |        |
| 3 août   | Ida Lupino                 | actrice, scénariste, productrice et réalisatrice américaine                                 | 77  |        |
| 6 août   | Hugh Borton                | historien américain                                                                         | 92  |        |
| 9 août   | Jerry Garcia               | chanteur américain, guitariste de Grateful Dead                                             | 53  |        |
| 9 août   | Fiorenzo Lafranchi         | éditeur et éducateur suisse                                                                 | 37  |        |
| 10 août  | Luis Procuna               | matador mexicain                                                                            | 72  |        |
| 10 août  | Fay Honey Knopp            | pasteure quaker américaine                                                                  | 76  |        |
| 12 août  | Bruno Pasquini             | coureur cycliste italien                                                                    | 80  |        |
| 13 août  | Pierre Bockel              | prêtre catholique, résistant, écrivain, journaliste français et « Juste parmi les nations » | 80  |        |
| 17 août  | Pierre Cavellat            | magistrat, peintre et céramiste français                                                    | 93  |        |
| 17 août  | Jaroslav Papoušek          | peintre, sculpteur, écrivain et réalisateur tchécoslovaque puis tchèque                     | 66  |        |
| 17 août  | David Warrilow             | acteur anglais d'origine irlandaise                                                         | 60  |        |
| 19 août  | Pierre Schaeffer           | ingénieur, chercheur, théoricien, compositeur et écrivain français                          | 85  |        |
| 21 août  | Subrahmanyan Chandrasekhar | astrophysicien indien                                                                       | 84  |        |
| 23 août  | Cleveland Robinson         | militant des droits civiques et syndicaliste américain                                      | 80  | (en)   |
| 24 août  | Gary Crosby                | acteur américain                                                                            | 62  |        |
| 25 août  | Esteban Martín             | coureur cycliste espagnol                                                                   | 58  |        |
| 26 août  | John Brunner               | écrivain britannique de science-fiction                                                     | 60  |        |
| 28 août  | Madeleine Fié-Fieux        | peintre française                                                                           | 97  |        |
| 29 août  | Michael Ende               | écrivain allemand de romans fantastiques                                                    | 65  |        |
| 31 août  | David Farrar               | acteur anglais                                                                              | 87  |        |